# Ancistrus tolima
Ancistrus tolima is een straalvinnige vissensoort uit de familie van de harnasmeervallen (Loricariidae). De wetenschappelijke naam van de soort is voor het eerst geldig gepubliceerd in 2013 door Taphorn, Armbruster, Villa-Navarro en Ray.